# Stilbella fimetaria
Stilbella fimetaria är en svampart som först beskrevs av Christiaan Hendrik Persoon, och fick sitt nu gällande namn av Gustav Lindau 1905. Stilbella fimetaria ingår i släktet Stilbella, ordningen köttkärnsvampar, klassen Sordariomycetes, divisionen sporsäcksvampar och riket svampar.   Inga underarter finns listade i Catalogue of Life.